# 马恩河畔韦尔
马恩河畔韦尔（法語：Vaires-sur-Marne，法語發音：[vɛʁ syʁ maʁn] ⓘ），法国中北部城市，法兰西岛大区塞纳-马恩省的一个市镇，隶属于托尔西区，其市镇面积为6.02平方公里，2022年1月1日时人口数量为13,791人，在法国城市中排名第730位。
马恩河畔韦尔位于塞纳-马恩省西北部，马恩河右岸，是巴黎东部的一个卫星居民区，巴黎－斯特拉斯堡铁路通过此地，同时也是东部高速铁路的正线起点。

## 地名来源

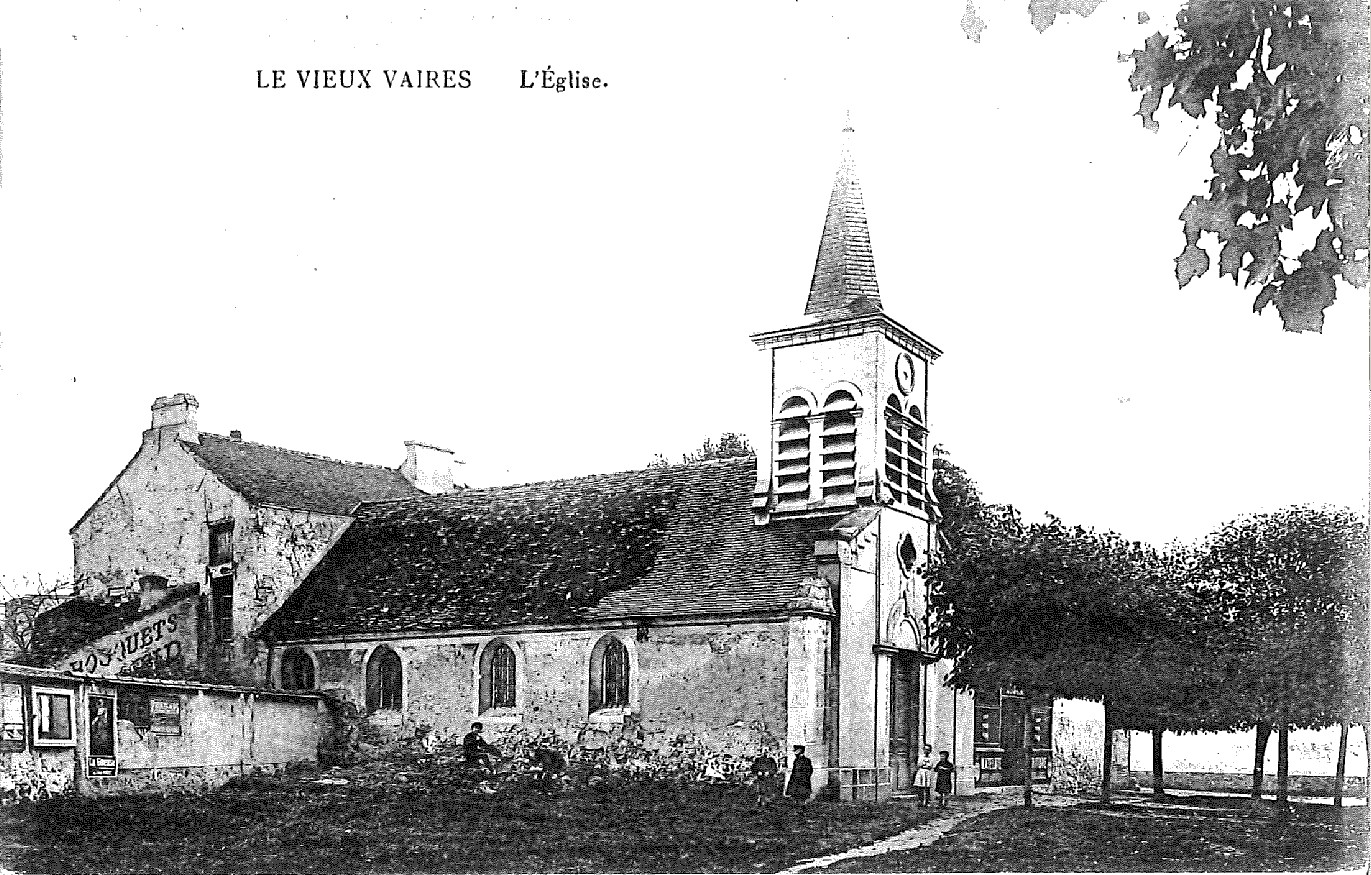
20世纪初马恩河畔韦尔教堂（一战中被炸毁）

“韦尔”一名来源于古高卢语单词“Verne”，意为“桤树”，后逐渐衍变成为Vaires。“马恩河畔韦尔”自1911年起成为当地的官方名称。

## 历史
马恩河畔韦尔历史上长期为一处普通村落，英法百年战争期间，圣女贞德曾途径此地。法国大革命后，马恩河畔韦尔成为塞纳-马恩省的一个市镇，彼时，当地人口数量仅有百余人。工业革命期间，巴黎－斯特拉斯堡铁路由此通过并在此设有韦尔火车站以及一处大型铁路编组站，1904年，应托尔西市政府的请求，韦尔火车站更名为“韦尔-托尔西火车站”。一战期间，马恩河畔韦尔作为铁路咽喉而遭遇轰炸。二战后，马恩河畔韦尔人口数量快速增加，当地出现了大片居民区，并开行了连接巴黎市中心的区域通勤列车。

## 地理

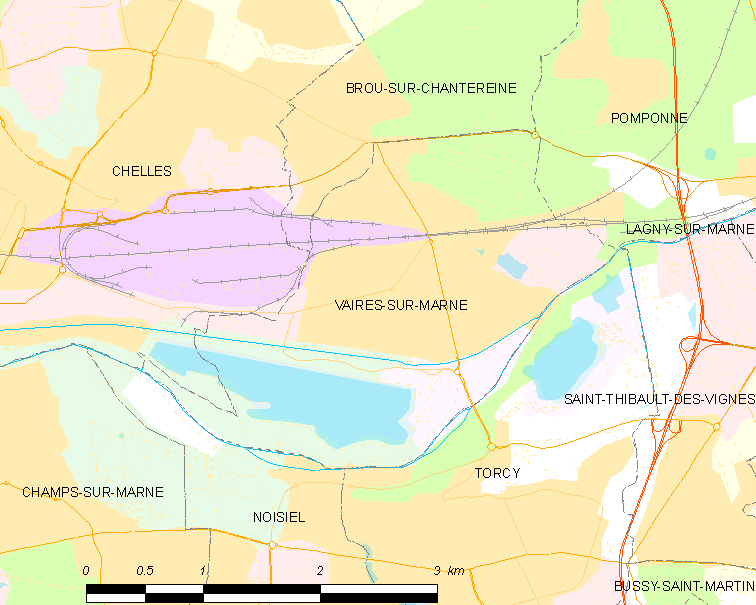
马恩河畔韦尔市镇范围地图

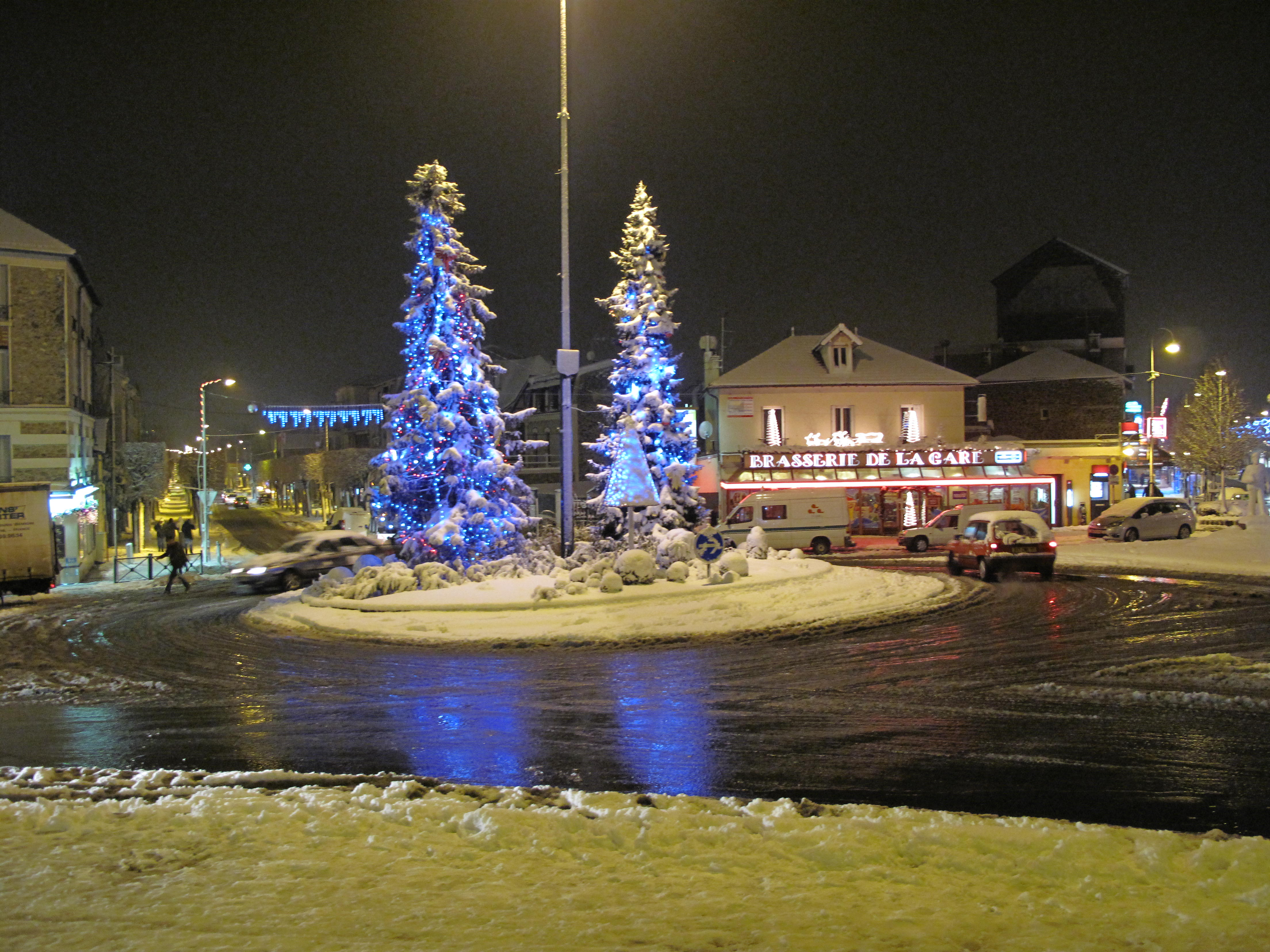
马恩河畔韦尔的圣诞节雪景

马恩河畔韦尔位于法国中北部，法兰西岛大区中东部和塞纳-马恩省西北部，距离省会默伦大约43公里。与马恩河畔韦尔接壤的市镇包括：尚特雷讷河畔布鲁、谢勒、努瓦谢勒、托爾西、蓬波讷。

### 地形
马恩河畔韦尔位于巴黎盆地腹地，境内以平原为主，市镇中心地势较为平坦，全境海拔在38到52米之间。

### 水文
马恩河干流自东向西流经境内，主城区位于河流北岸，并有人工开凿的运河由此通过。该河是塞纳河的右岸支流。法兰西岛大区水上奥林匹克公园（Stade Nautique Olympique d'Île-de-France）位于马恩河畔韦尔境内。

### 植被
马恩河畔韦尔属于温带阔叶混交林区，林地广泛分布于河流附近。
在鲜花城市的评比中，马恩河畔韦尔被评为3星级鲜花城市。

### 气候
马恩河畔韦尔在柯本气候分类法中属于温带海洋性气候。

## 行政区划
马恩河畔韦尔是法国法兰西岛大区塞纳-马恩省的一个市镇，编号为77479。马恩河畔韦尔隶属于托尔西区、塞纳-马恩省第十选区以及维勒帕里西县，同时也是巴黎-马恩河谷城市圈公共社区的组成部分。
法国国家统计与经济研究所（简称）在进行数据统计时，将马恩河畔韦尔在内的周边共1,794个市镇划为巴黎城市区。自2020年起，巴黎城市区被包含1,949个市镇的巴黎城市辐射区代替。此外，还将马恩河畔韦尔市镇分为了5个“块区”（IRIS），以便于统计人口分布情况。

## 交通

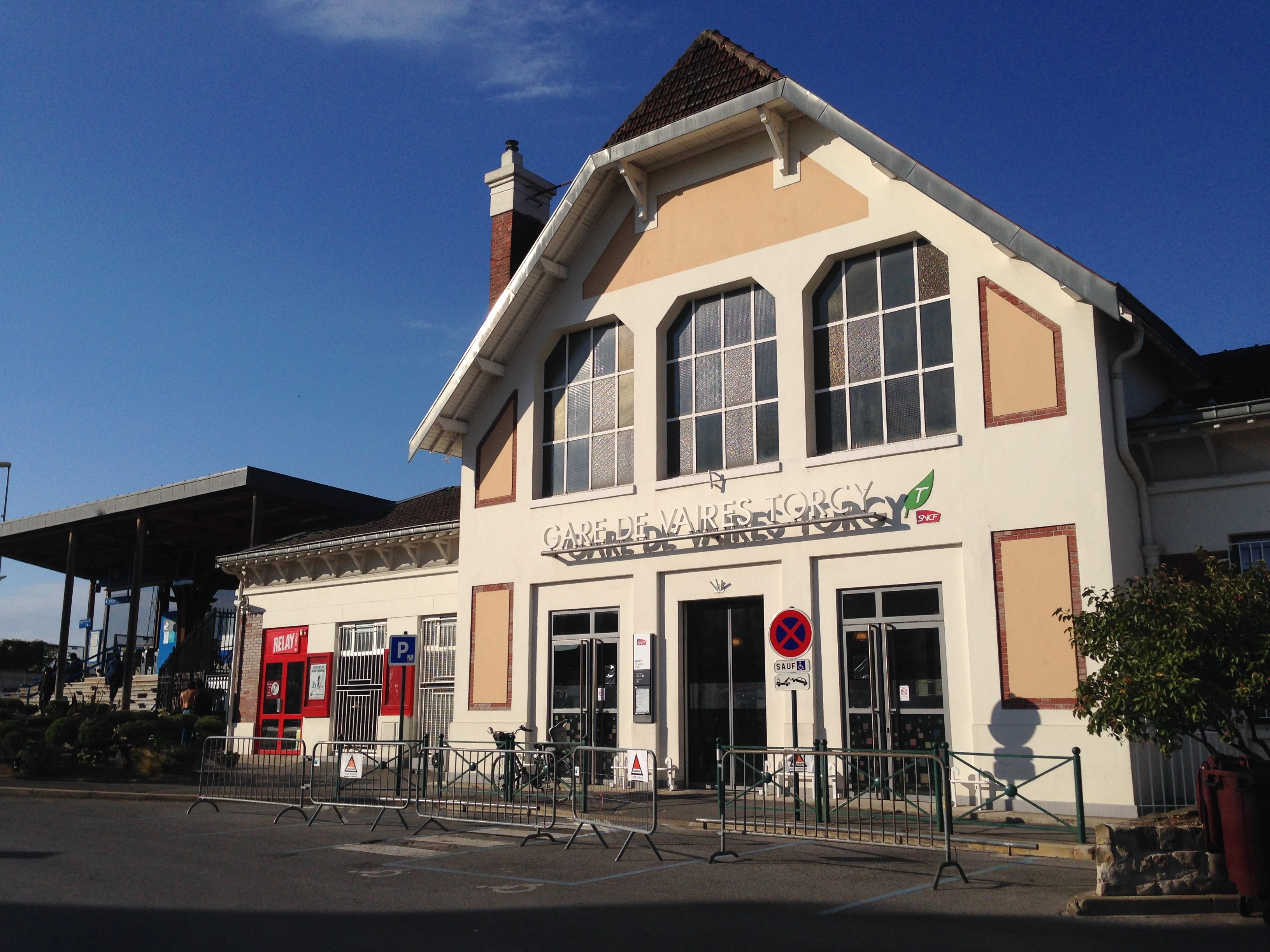
韦尔-托尔西站主站房

### 公路
塞纳-马恩省省道D34A线经过马恩河畔韦尔境内。法兰西岛大区下属的城际客运提供巴士线路，可前往周边部分市镇。
2017年，77.4%的马恩河畔韦尔家庭拥有至少一辆私人汽车。2019年，马恩河畔韦尔境内共发生各类交通事故1起，造成1人受伤。

### 铁路
马恩河畔韦尔位于巴黎－斯特拉斯堡铁路上，东部高速公路在该站东侧向北引出。韦尔-托尔西站位于市区北部，该站停靠法兰西岛大区铁路P线，平均半小时有一班前往巴黎东站的区域列车。

### 对外交通
距离马恩河畔韦尔最近的长途汽车站、长途铁路车站和民用航空站分别为戴高乐机场巴士站、马恩拉瓦莱-谢西站、巴黎戴高乐机场，距离马恩河畔韦尔市中心的公路里程分别约30公里、18公里、29公里。

### 城市公共交通
截止2021年6月，共有1条区域快速铁路和8条公交线路途经马恩河畔韦尔市镇范围内。
| 途经马恩河畔韦尔境内的主要公共交通线路 |            | |
| 类型                                   | 运营商     | 线路 |
| 快铁                                   |            | 巴黎东站 ↔ 谢勒-古尔奈站 ↔ 韦尔-托尔西站 ↔ 莫城站                                                                                       |
| 公共汽车                               | Apolo7     | 2：谢勒-古尔奈站 ↔ 韦尔-托尔西站 ↔ 保罗·阿尔吉 6：谢勒-古尔奈站 ↔ 卡尔诺 ↔ 韦尔-托尔西站 8：谢勒-古尔奈站 ↔ 保罗·阿尔吉 ↔ 韦尔-托尔西站 |
| 公共汽车                               | RATP       | 211：谢勒天地商业中心 ↔ 韦尔-托尔西站 ↔ 快铁托尔西站 421：韦尔-托尔西站 ↔ 快铁托尔西站 ↔ 蓬托-孔博-埃梅兰维尔站                         |
| 公共汽车                               | 77 Express | 19：快铁托尔西站 ↔ 韦尔-托尔西站 ↔ 谢勒-古尔奈站 ↔ 巴黎戴高乐机场公交站                                                                 |
| 公共汽车                               | (N)        | 141：巴黎东站 ↔ 谢勒-古尔奈站 ↔ 韦尔-托尔西站 ↔ 莫城站                                                                                  |
| 1.                                     |            | |

除此之外，马恩拉瓦莱城市公共交通下属的25路公共汽车在学生上下课期间开行途径马恩河畔韦尔的校车巴士。

## 政治

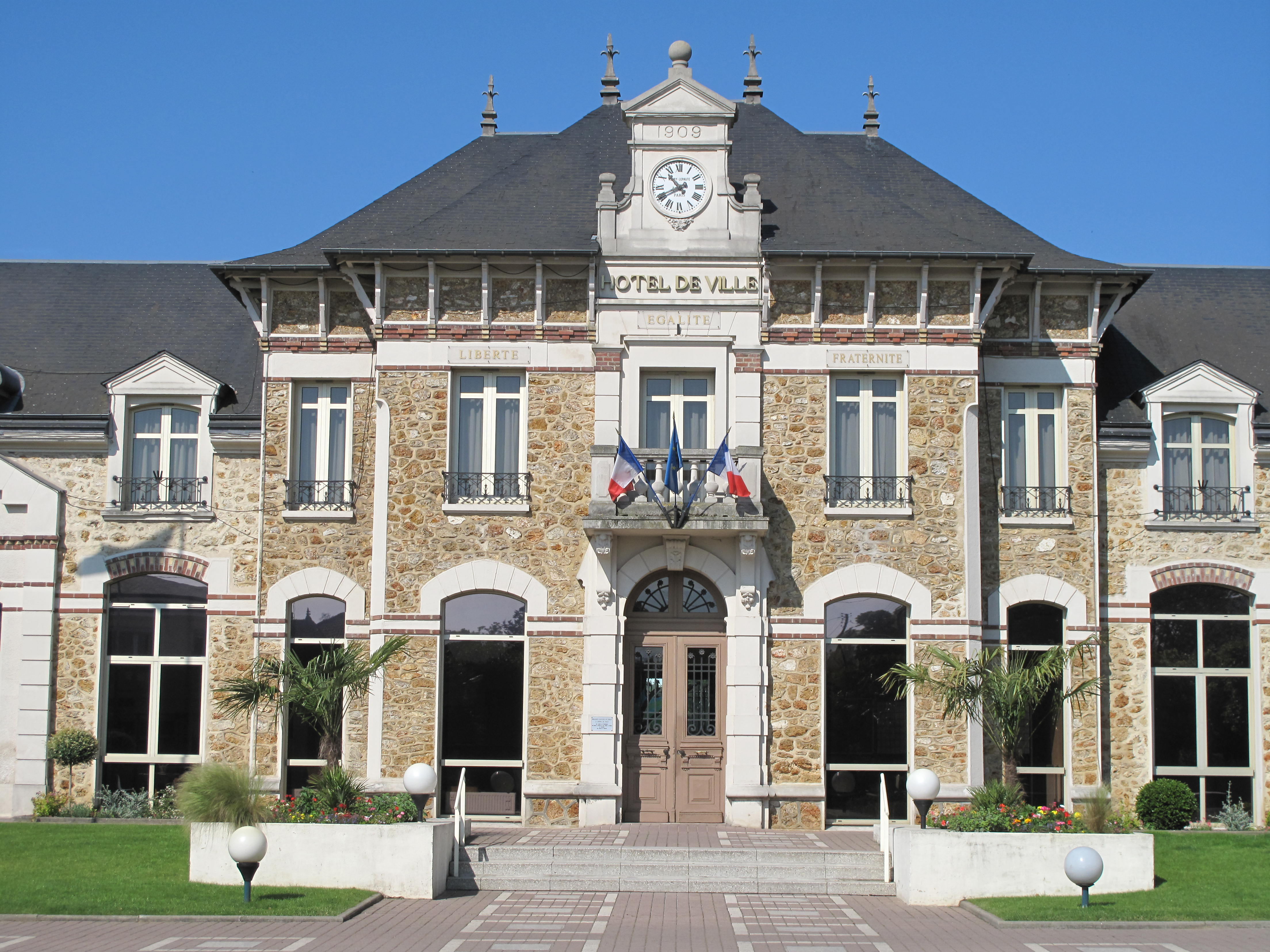
马恩河畔韦尔市政厅

马恩河畔韦尔的现任市长为埃德蒙德·雅尔丹女士（Edmonde Jardin），她是一名中间派，在2020年的市政选举中获得了34.62%的支持率。
在2017年的法国总统大选中，法国第25任总统埃马纽埃尔·马克龙在马恩河畔韦尔获得了73.67%的支持率。

## 人口
2018年，马恩河畔韦尔市镇人口数量为13,383，在法国排名第730位。其中男性6,296人，女性7,031人，75岁及以上人口占7.6%，外籍人口数量为2,886人，人口密度为2,223人/平方公里，当地居民被称为（男性）或（女性）。2019年，马恩河畔韦尔境内出生189人，死亡人口77人。
| 年份   | 1936  | 1946  | 1954  | 1962  | 1968  | 1975   | 1982   | 1990   | 1999   | 2006   | 2011   | 2016   | 2018   |
| ------ | ----- | ----- | ----- | ----- | ----- | ------ | ------ | ------ | ------ | ------ | ------ | ------ | ------ |
| 人口數 | 5,120 | 5,294 | 6,625 | 6,908 | 8,455 | 10,019 | 10,812 | 11,194 | 11,772 | 11,577 | 12,812 | 13,580 | 13,383 |

## 经济
截至2021年6月，马恩河畔韦尔境内共有各类用人单位1,169家，平均历史为12年，其中99.2%为中小型企业（PME）。（化工生产）、（建筑设施租售）及（机械维修）是当地2019年营业额最高的三个企业，分别为4,249,664欧元、3,646,056欧元和3,300,622欧元。

## 财政收入
2019年，马恩河畔韦尔的财政收入总额为16,342,000欧元，财政支出总额为14,735,900欧元，当年的债务总额为15,930,600欧元。2020年，马恩河畔韦尔共获得875,989欧元的国家财政补助，比上一年减少了0.07%。
2017年，马恩河畔韦尔的人均月收入总额为2,643欧元，其中高级职员为4,020欧元，低于法国平均水平（4,214欧元）；中级职员为2,566欧元，高于法国平均水平（2,353欧元）；普通职员为1,862欧元，亦高于法国平均水平（1,690欧元）。
2017年，马恩河畔韦尔境内的青壮年（15至64岁）失业率为10.4%，当地63.8%的家庭拥有纳税资格，平均纳税3,893欧元，高于法国平均水平（3,888欧元）。

## 社会事务

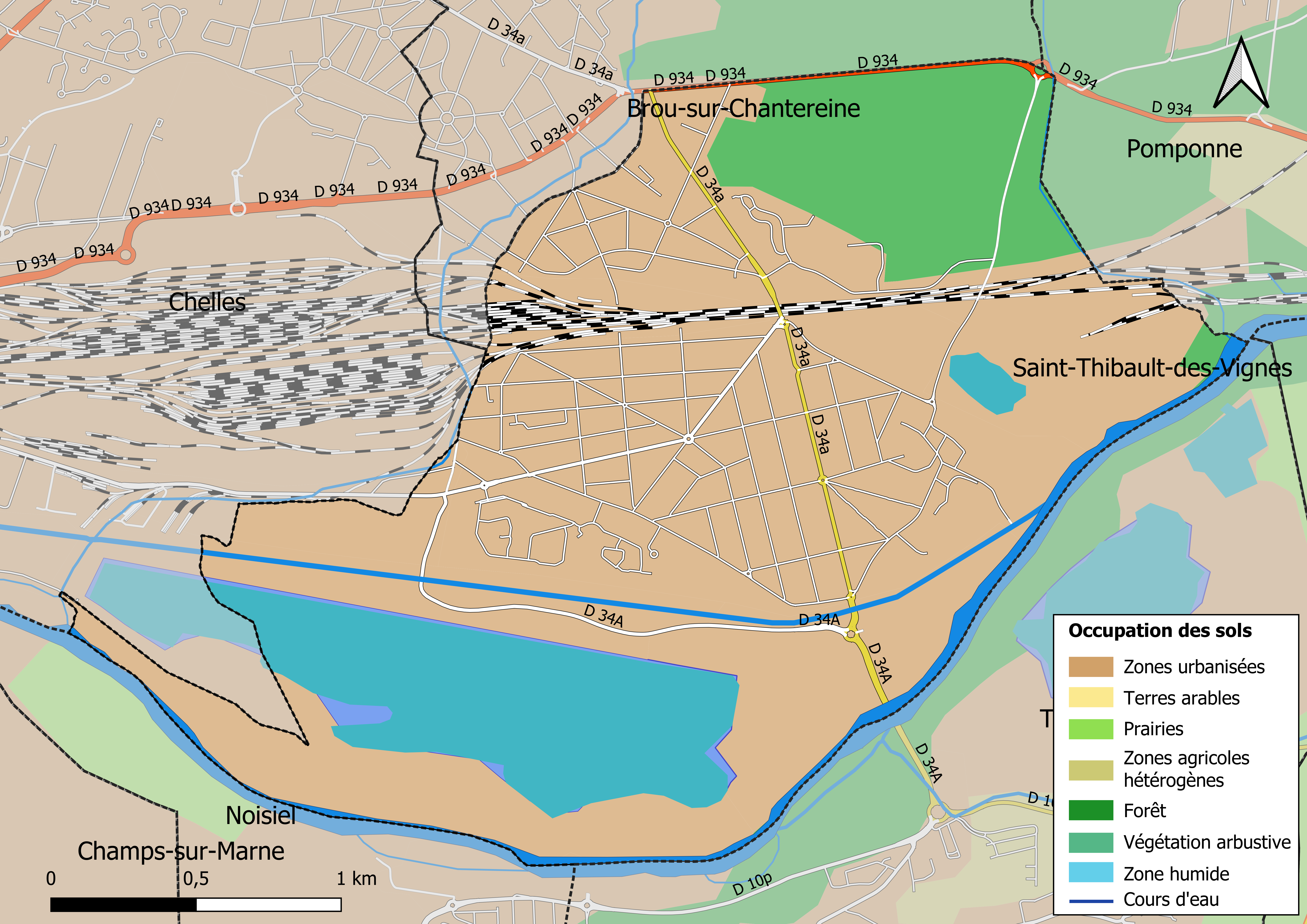
马恩河畔韦尔土地利用情况地图

### 教育
马恩河畔韦尔属于克雷泰伊学区。截止2019年1月1日，马恩河畔韦尔境内共有4所幼儿园、4所小学和1所初级中学。 2018至2019学年度，马恩河畔韦尔境内共有在校中等教育阶段学生572名。

### 医疗
截止2019年1月1日，马恩河畔韦尔境内共有全科医生4名、保健师7名、牙医6名和护士8名。境内共有药房4家、养老院1家。
距离马恩河畔韦尔最近的中心医院为勒兰西-蒙费梅伊市际医院，后者是法国的一个区域性医疗机构，位于蒙费梅伊境内，距离马恩河畔韦尔市区约8公里，其主病区设有床位427个，康复中心设有床位112个，是当地规模最大的公立综合性医院。除此之外，马恩河畔韦尔以北的尚特雷讷河畔布鲁境内建有“马恩-尚特雷讷私立医院”（Hôpital privé de Marne Chantereine）。

### 住房
2017年，马恩河畔韦尔境内共有各类住房5,821套，其中42.8%为独立式居民区，55.5%为集中式居民区。常住房屋占马恩河畔韦尔市镇范围内居民建筑总量的94.0%。
在住房保障政策方面，2017年，马恩河畔韦尔境内共有802户家庭获得了住房经济补助，受益人数占总人口数量的6%，其中769份为房租补助。

### 商业
2019年，马恩河畔韦尔境内共有各类实体商铺185家，其中餐厅20家、大型超市2家、杂货店5家、面包房5家、肉铺1家、书店2家、装饰品店1家、银行门店7家、美容美发店12家、汽车维修店8家。市区西部的谢勒境内建有“地天”（Terre-Ciel）大型开放式商业街区。

### 体育
2019年，马恩河畔韦尔境内共有1家游泳池、2间体育馆、1座综合体育场、19处网球场、2处足球或橄榄球场以及2处篮球或排球场。
韦尔前进与竞技联盟（Vaires EC US）是当地的一支足球队，2021至2022赛季参加法兰西岛大区足球联赛。2024年巴黎奥运会赛艇和皮划艇比赛在此举行。

### 环境
马恩河畔韦尔的环境事务由其所属的公共社区负责。2019年，马恩河畔韦尔境内共有1家污染企业。

### 治安
2014年，马恩河畔韦尔及附近地区共发生各类案件5,350起，其中盗窃类案件3,267起，经济类案件496起，毒品交易类案件283起。

## 文化

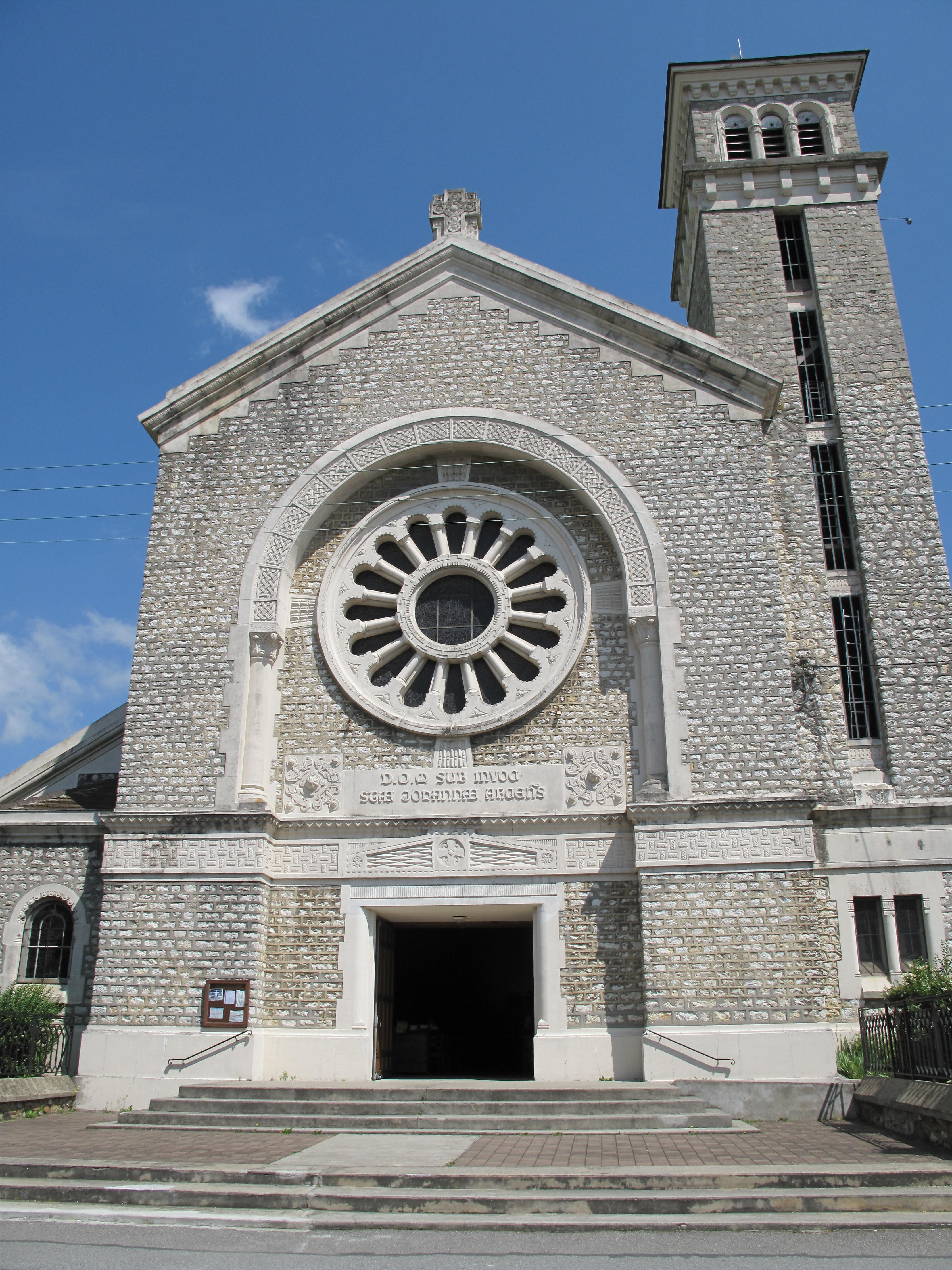
圣女贞德教堂

2019年，马恩河畔韦尔境内共有1家电影院和1家音乐厅。马恩河畔韦尔市政府提供多媒体中心，向公众全年开放。

### 建筑
马恩河畔韦尔境内的大部分建筑建于20世纪中后期，圣女贞德教堂（Eglise Sainte-Jeanne d'Arc）是当地为数不多的历史建筑。

### 旅游
马恩河畔韦尔的旅游事务由其所属的公共社区负责。2020年，马恩河畔韦尔境内暂无任何游客接待设施。

### 媒体
法国主要的媒体均可在马恩河畔韦尔接收，法国电视三台下属的法兰西岛大区频道在部分时段播出马恩河畔韦尔所属区域的地方新闻。

## 友好城市
截至2021年6月，马恩河畔韦尔暂未建立任何友好城市关系。